# Anbara Salam Khalidi
Anbara Salam Khalidi, född 1897, död 1986, var en libanesisk feminist. 
Hon var engagerad i den libanesiska kvinnorörelsen. Hon blev berömd som förebild då hon år 1927 offentligt tog av sig slöjan under ett tal om kvinnors frigörelse i England, ett exempel som följdes av andra. 